# Tekirdağ
Tekirdağ  este un oraș din Turcia.

## Personalități născute aici
- Namik Kemal (1840 - 1888), scriitor.